# Iglesia de Santa María (Paredes de Nava)
La Iglesia Parroquial de Santa María es un templo dedicado a Ntra. Sra. del Cantomenudo. Sita en Paredes de Nava es la segunda parroquia en importancia de la villa. Fue fundada en el año 1412 sobre una sinagoga judía. El templo se construyó en el siglo XV. En la primera mitad del siglo XVII fue reformado. Mecenas de la reconstrucción es la familia Balbuena.